# Cupressidae
Sous-classe
Les Cupressidae sont une sous-classe de Conifères de la classe des Pinopsida.

## Liste des ordres
Selon la World Flora Online (WFO) (21 janvier 2024) :
- Araucariales Gorozh., 1904
- Cupressales Link, 1829

Cette sous-classe a été baptisée en 2001 par le botaniste russe Alexander Borissowitsch Doweld (d), pour y regrouper les ordres suivants (la World Flora Online (WFO) (21 janvier 2024) les considère depuis tous comme synonymes de Cupressales) :
- Sciadopityales Reveal
- Cunninghamiales Doweld
- Taxodiales Heintze
- Athrotaxidales Doweld
- Cupressales Bromhead
- Actinostrobales Doweld

Selon The International Fossil Plant Names Index (IFPNI) (21 janvier 2024) :
- Actinostrobales Doweld
- Athrotaxidales Doweld
- Cunninghamiales Doweld
- Cupressales
- Sciadopityales
- Taxodiales Schimp.
- ordre et famille incertae sedis
  - †Alatispermum
  - †Athrotaxopsis
  - †Baliostichus
  - †Cupressinocladus
  - †Frenela
  - †Gobia
  - †Moriconia
  - †Protochamaecyparixylon
  - †Spirocallitrixylon
  - †Tanaidocarpidium
  - †Verrucosicutis
  - †Yanliaoa